# クレオパトラ (1963年の映画)
『クレオパトラ』（Cleopatra）は、1963年のアメリカ合衆国の歴史映画。
監督はジョーゼフ・L・マンキーウィッツ、出演はエリザベス・テイラー、レックス・ハリソン、リチャード・バートンなど。
古代エジプトの女王クレオパトラ7世を主人公に、彼女とユリウス・カエサル（シーザー）やマルクス・アントニウス（アントニー）との関係を中心にエジプト王朝（プトレマイオス朝）の最後までを描いている。

## 概要
本作は1958年10月の企画決定より公開までの足かけ4年半にわたり、世界的なゴシップ騒動と映画会社の複雑な内紛劇を巻き起こした。テレビの台頭や娯楽の多様化により動員が落ち込み、製作面でも配給網を持たない独立系が伸びている当時の映画産業で、大作主義、上映方式の大型化により観客を集めようとした20世紀フォックスは、本作の製作により深刻な財政危機に直面した。
製作を指揮したウォルター・ウェンジャーは『ジャンヌ・ダーク』の失敗に加え妻の不倫から発砲事件を起こすなど悲劇のプロデューサーとして転落したと世間で見られていたが、学生時代からのライフワークとして構想を温めていたクレオパトラの映画で復活を図ろうとしていた。ハリウッドきっての知性派といわれたジョーゼフ・L・マンキーウィッツが監督と脚本を兼務。製作開始は1960年。撮影ははじめロンドンで、後にローマ近郊のチネチッタで撮影された。
製作にあたっては、100万ドルという破格の報酬で契約した主役のエリザベス・テイラーの度重なる病気、初期のロケ地選択の失敗によるセットの造り直しで撮影が遅れに遅れ、さらに当初監督だったルーベン・マムーリアンをはじめとして、重要な配役が変更になる（当初シーザー役はピーター・フィンチ、アントニー役はスティーヴン・ボイドで撮影開始）という不手際にも見舞われ、その度にシーンの撮り直しを強いられた。また共演のテイラーとリチャード・バートンの不倫も取りざたされ大スキャンダルとなった。
最終的には製作費は4400万ドル（現貨換算で3億ドル以上）という空前の巨額にまで膨れ上がり、製作会社の20世紀フォックスの経営を危機的状況にまで陥れた。経営危機に際して、一旦は会社から追い出していたダリル・F・ザナックを呼び戻すしか道はなかった。『シーザーとクレオパトラ』と『アントニーとクレオパトラ』の前編後編2本立てで計6時間という当初構想が、作品としては長過ぎて興行の妨げになること、また当時一大スキャンダルとなっていたテイラーとバートンの登場する『アントニーとクレオパトラ』の部分が後出しになることは時機を逸するという考えから、マンキーウィッツに映画を1本にまとめるよう指示した。これにより映画は1本立て5時間20分となったがザナックは満足せず、さらなる大々的なカットが行われた。最早ウェンジャーはクレオパトラに手を出せず、花道を飾るどころかミソをつける格好になってしまった。
映画は製作開始から4年を経た1963年6月にようやくプレミア上映にこぎつけた。この際の上映時間は4時間5分だったが、一般公開版はさらに3時間14分に短縮された。そのため場面の繋がりが不明瞭な箇所や重要人物の死を描いた箇所が丸ごと欠落するなどといった、編集上の問題にも見舞われることになった。
『クレオパトラ』は同年の北米興行収益でトップを記録する5780万ドルを、世界では1億1980万ドルを叩きだし、1963年の世界興行収入では1位となったものの、20世紀フォックスの取り分は製作費4400万ドルの半分強2600万ドルに過ぎず、ビバリーヒルズに構えていた広大な撮影所を売却するなど事業的には社運を傾けるほどの大失敗作となった。マスコミや映画批評家らにはゴシップ先行の作品とそっぽを向かれる結果となり「映画史上空前の失敗作」などと皮肉られさえもした。20世紀フォックスは2年後に公開された『サウンド・オブ・ミュージック』が当初の予想を遥かに上回る歴史的大ヒットとなったため奇跡的にこの財務危機を乗り切っている。
ビデオの普及によりクラシック作品に再度価値が見出された現在では、プレミア上映時の4時間5分のフィルムが発掘されており、デジタル修復されて2013年に発売されたDVDなどで鑑賞することができる。また当初の前後編2本立て6時間の構想の実現のため、失われた素材の捜索なども試みられたが、20世紀フォックス側が破棄してしまっていたため不可能と判明した。製作公開時に悪評が定着したこともあって、今もって評価の分かれる作品であるが、豪奢な衣装やセット、銀幕を代表するスターに二十数万人のエキストラ、格調高い音楽や台詞回しなど、ハリウッドの黄金時代の超大作ならではの特徴がある。

## ストーリー
紀元前48年、長く続いたエジプト王朝は衰退の一途をたどり、ローマの権勢の前に滅びの一歩手前にあった。王朝の内乱は続き、まだ幼いプトレマイオス14世をファラオに擁立した近臣たちは、ファラオの姉であるクレオパトラを王宮から追放してしまう。その頃、ローマ帝国の執政シーザーは政敵ポンペイウスを追ってエジプトのアレクサンドリアに入るも、そこでクレオパトラに出会い、彼女の知性と美貌の虜になってしまう。シーザーはクレオパトラに協力し、激しい戦の末に勝利を得る。そしてシーザーの後ろ盾を得たクレオパトラは、エジプトの女王に即位した。ローマへと戻ったシーザーは次第に強大な権力を高めていったが、まるで独裁者のようになっていくシーザーへの反発は大きかった。やがてクレオパトラもシーザーを追ってローマへ渡り、二人はつかの間の愛と喜びをわかちあう。だが、ブルータスらの手にかかったシーザーは暗殺され、クレオパトラは慌ててローマを逃れてエジプトに帰った。そして数年が過ぎ、ブルータスを討ったローマの軍人アントニーは、エジプトに活路と助けを求めてクレオパトラと接触する。二人はたちまちのうちに激しい恋に落ちるが、アントニーは政略結婚のためにローマに戻らなければならなかった。クレオパトラへの恋着を捨てることができなかったアントニーは、とうとうローマも妻も捨てることを決意するのだが、そんな身勝手をローマ元老院が許すはずもなかった。

## キャスト
| 役名                             | 俳優                     | 日本語吹替         | 日本語吹替                                                     |
| 役名                             | 俳優                     | TBS版              | 日本テレビ版                                                   |
| -------------------------------- | ------------------------ | ------------------ | -------------------------------------------------------------- |
| クレオパトラ                     | エリザベス・テイラー     | 新橋耐子           | 小川眞由美                                                     |
| マーク・アントニー               | リチャード・バートン     | 江守徹             | 石田太郎                                                       |
| ジュリアス・シーザー             | レックス・ハリソン       | 北村和夫           | 内田稔                                                         |
| オクタヴィアン（アウグストゥス） | ロディ・マクドウォール   |                    | 富川澈夫                                                       |
| カシウス                         | ジョン・ホイト           |                    | 寺島幹夫                                                       |
| アグリッパ                       | アンドリュー・キア       |                    | 筈見純                                                         |
| ルフィオ                         | マーティン・ランドー     |                    | 仁内達之                                                       |
| ラモス                           | マーティン・ベンソン     |                    | 平林尚三                                                       |
| ポティナス                       | グレゴワール・アスラン   |                    | 平林尚三                                                       |
| ゲルマニクス                     | ロバート・ステファンズ   |                    | 青野武                                                         |
| アポロドーロス                   | チェザーレ・ダノーヴァ   |                    | 樋浦勉                                                         |
| ソシゲネス                       | ヒューム・クローニン     |                    | 大久保正信                                                     |
| プトレマイオス13世               | リチャード・オサリヴァン |                    | 土師孝也                                                       |
| シセロ                           | マイケル・ホーダーン     |                    | 藤本譲                                                         |
| ブルータス                       | ケネス・ヘイグ           | 山中貞則           | 木原正二郎                                                     |
| 巫女                             | パメラ・ブラウン         |                    |                                                                |
| クレオパトラの侍女               | フランチェスカ・アニス   |                    |                                                                |
| フラウィウス                     | ジョージ・コール         | N/A                | N/A                                                            |
| ナレーション                     | N/A                      |                    | 伊藤惣一                                                       |
| 不明 その他                      | N/A                      |                    | 水鳥鉄夫 三枝みち子 藤夏子 馬場はるみ 峰恵研 西村知道 仲木隆司 |
| 日本語版スタッフ                 |                          |                    |                                                                |
| 演出                             | 演出                     |                    | 本田保則                                                       |
| 翻訳                             | 翻訳                     |                    | 宇津木道子                                                     |
| 効果                             | 効果                     |                    | 新音響                                                         |
| 調整                             | 調整                     |                    | 遠西勝三                                                       |
| 制作                             | 制作                     |                    | ニュージャパンフィルム                                         |
| 解説                             | 解説                     |                    | 水野晴郎                                                       |
| 初回放送                         | 初回放送                 | 1972年10月1日・8日 | 1975年11月26日・12月3日 『水曜ロードショー』                   |

※日本テレビ版はDVD・BDに収録。(正味約181分)

## 作品の評価

### 映画批評家によるレビュー
Rotten Tomatoesによれば、批評家の一致した見解は「『クレオパトラ』は、贅沢で、金をかけ過ぎた、際限なく目を見張らせる叙事詩で、4時間もの上映時間で（どうしてできなかったの?）崩れ落ちてつまらなくなる。」であり、39件の評論のうち高評価は62%にあたる24件で、平均点は10点満点中5.90点となっている。

### 受賞歴
1963年度ゴールデングローブ賞で4部門、同年度アカデミー賞で9部門にノミネートされているが、受賞はアカデミー賞の技術関連4部門にとどまった。
第21回ゴールデングローブ賞
- ドラマ部門 作品賞
- ドラマ映画部門 主演男優賞（レックス・ハリソン）
- ドラマ映画部門 助演男優賞（リチャード・バートン）
- ドラマ映画部門 監督賞

第36回アカデミー賞
- 作品賞
- 主演男優賞（レックス・ハリソン）
- 編集賞
- 音響効果賞
- 作曲賞
- 撮影賞 - 受賞
- 美術賞 - 受賞
- 衣裳デザイン賞 - 受賞
- 視覚効果賞 - 受賞

## エピソード
- クレオパトラ役の選定に際し、国内の映画館主にエリザベス・テイラーかオードリー・ヘプバーンのどちらがふさわしいか、という調査が行なわれた。結果はテイラーの圧勝だった。ただし当初監督として起用されたマムーリアンは黒人女優のドロシー・ダンドリッジをクレオパトラ役に強く推していたといわれる。
- エリザベス・テイラーの出演料100万ドルは当時史上最高額として話題になったが、のちにテイラーはなぜ本作への出演を引き受けたのかという問いに対して、「だって100万ドルなんていう馬鹿げた出演料を提示してくるんですもの、それを蹴るような馬鹿げたことをする私ではないわ」と言い放っている。しかも撮影の遅延やテイラーの病気療養などに支払われた保険金、撮影に使用された70mmトッド-AO方式からの権利金の一部（同社を設立したのは飛行機事故で死亡したテイラーの前夫マイケル・トッド）、再使用料など諸々の収入がこれに加算され、テイラーは本作で合計で700万ドル（現貨換算で約4700万ドル）近い巨額を稼いでいる。
- そのテイラーはロンドンでの撮影が始まって間もなくジフテリアを発症、呼吸困難となり気管切開によってかろうじて気道確保するという深刻な状況にまで陥った。作品中クレオパトラが仰々しい首飾りをつけているシーンが多いのはその生々しい切開傷を隠すためのもので、後半のいくつかのシーンでは実際にその傷跡を見て取ることができる。
- 監督のマンキーウィッツは、本作を自身の代表作とするべくシナリオの製作に没頭し、書き上がった順から撮影を行った。これは撮影効率の点からは大きなマイナスであり、未使用のセットや小道具、待機したままの役者を多く生み出すなど膨大な予算超過の一因になった。それだけに撮影後に様々な横槍の入った公開版に対する失望は大きく、後にこの映画について「完全に歪められたもの。私が意図したもののパロディになってしまった」と語っている。
- オクタヴィアン役のロディ・マクドウォールはアカデミー賞助演男優賞の有力候補と目されたが、20世紀フォックスの事務的なミスが原因でノミネートを逃している。
- 本作は作品中（オープニングタイトル、エンドロール等）に著作権表記が無かったため、公開当時の米国の法律（方式主義）により権利放棄と見なされ、パブリックドメインとなった。このため、ウィキペディアコモンズには高解像度のスクリーンショットの多くが、ウィキクオートには台詞の抜粋が収録されている。